# Puente de Stauffacher
El puente de Stauffacher (nombre original en alemán: Stauffacherbrücke) es una estructura de un solo vano que cruza sobre el río Sihl. Construido en 1899, está situado en la ciudad suiza de Zúrich y conecta el centro de la localidad con el distrito de Aussersihl.

## Historia

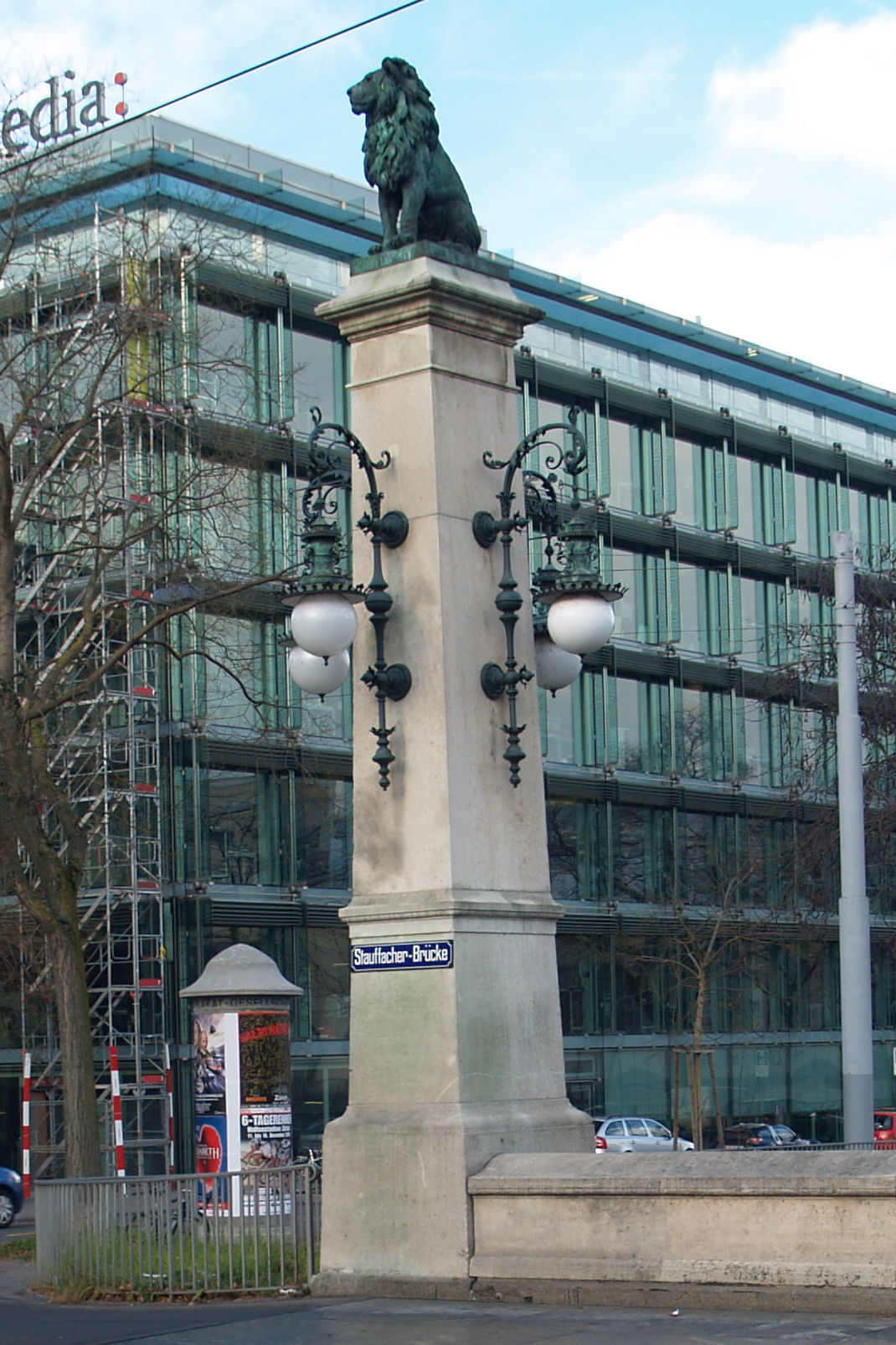
Una de las piedras angulares del puente de Stauffacher con el león de bronce

El puente es una los primeros de su tipo, está catalogado como monumento protegido. Fue un proyecto temprano del ingeniero Robert Maillart, que empleó un arco triarticulado realizado con hormigón compactado. La estructura fue construida en 1899 por el maestro de obras de la ciudad Gustav Gull. Como por entonces no era usual diseñar estructuras con el hormigón a la vista, el puente se revistió con losas de granito y arenisca. En los cuatro pilares de las esquinas se situaron unos leones de bronce diseñados por el escultor Urs Eggenschwyler. Su diseño, una vez desprovisto de los paramentos de piedra de carácter ornamental, dio lugar a la tipología del puente de Zuoz realizado dos años después.

## Características técnicas
La estructura es un arco triarticulado realizado con hormigón compactado, con un único vano de 40 metros de luz. El tablero cuenta con cuatro carriles, de los que los dos interiores están equipados con las vías del tranvía y están reservados para el transporte público. Además, cuenta con dos carriles ciclistas, marcados uno en cada acera. La Línea 8 del Tranvía de Zúrich pasa por encima del puente, que fue renovado en 1991.